# Nattklotssläktet
Nattklotssläktet (Discocactus) är ett släkte inom familjen kaktusväxter. Släktet beskrevs av Ludwig Pfeiffer 1837. 
Det finns sammanlagt 16 arter inom släktet och samtliga är upptagna på den internationella skyddslistan CITES appendix I.
Några av arterna är: 
- Bolivianskt nattklot (D. boliviensis)
- Caatinga-nattklot (D. catingicola)
- Stort nattklot (D. diersianus)
- Järn-nattklot (D. ferricola)
- Vårtigt nattklot (D. hartmannii)
- Nattklot (D. heptacanthus)
- Litet nattklot (D. horstii)
- Platt nattklot (D. placentiformis)
- Långtaggigt nattklot (D. zehntneri)

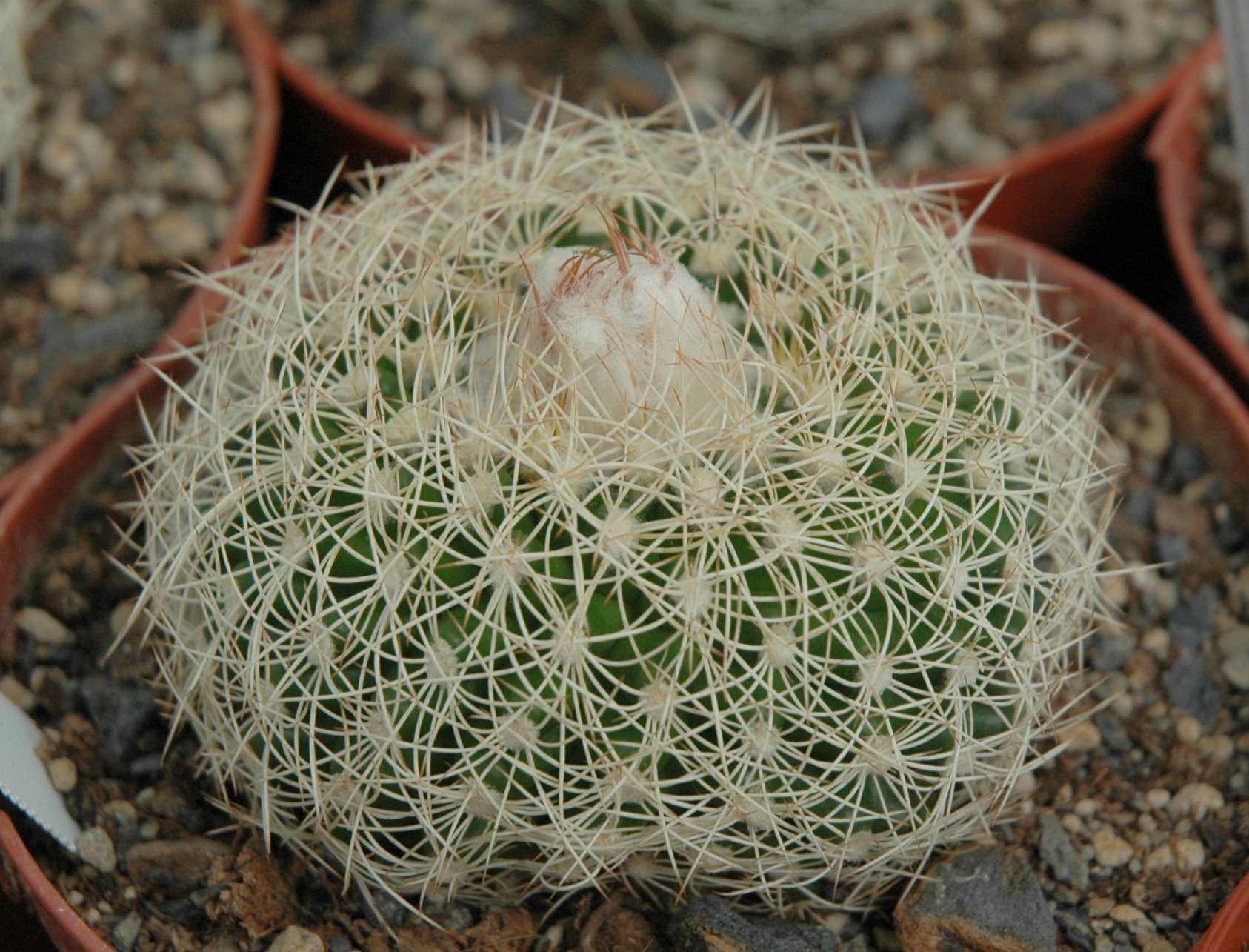
Fintaggigt nattklot (D. zehntneri ssp. boomianus)
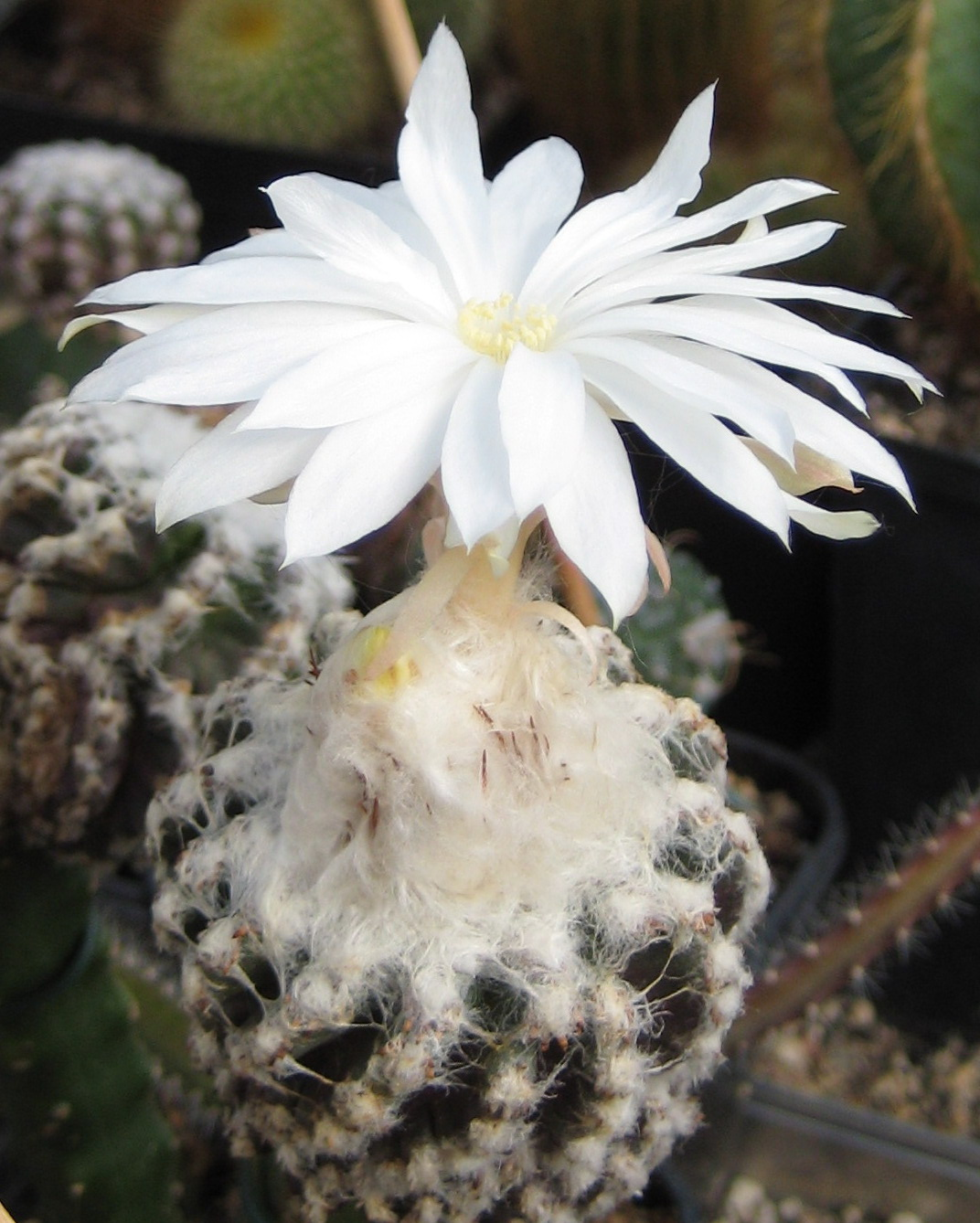
Litet nattklot (D. horstii)
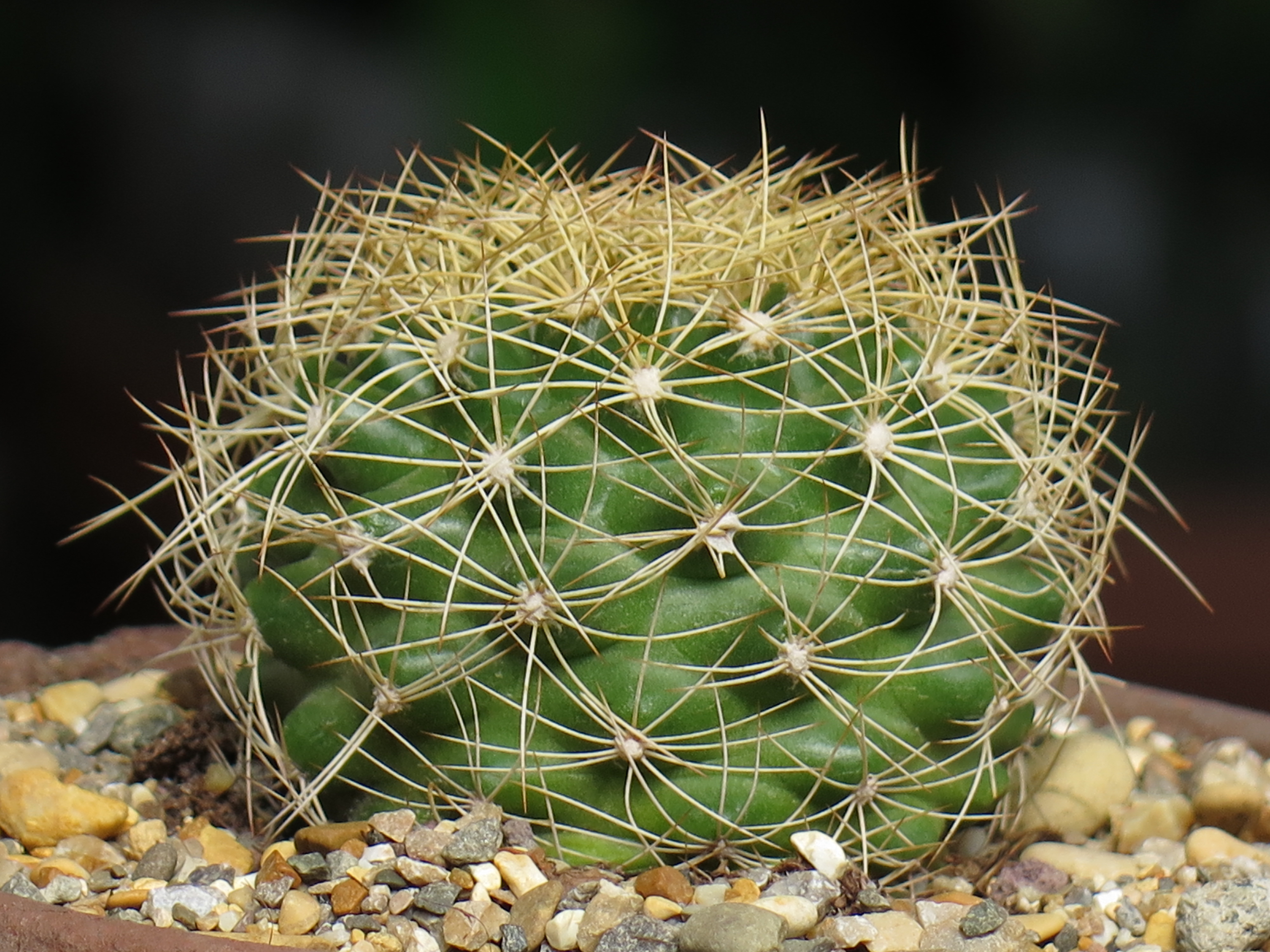
Discocactus zehntneri (subsp. araneispinus)